# مايكروسوفت فرونت بيج
مايكروسوفت أوفيس فرونت بيج (بالإنجليزية: Microsoft Office Frontpage)‏ كان تطبيقا برمجيا لتحرير إتش تي إم إل وتصميم وإدارة مواقع الويب يطبق مفهوم ما تراه هو ما تحصل عليه (بالإنجليزية WYSIWYG) أنتجته شركة ميكروسوفت ضمن مجموعة ميكروسوفت أوفيس للعمل على نظام التشغيل ميكروسوفت ويندوز. وقد أنتج كجزء مِنْ طاقم مكتب مايكروسوفت في الإصدارات من 1997 إلى 2003. فيما بعد أنتجت ميكروسوفت إكسبرشن ويب Expression Web ، و شيربوينت ديزاينر Sharepoint Designer ليحلا محل فرونت بيج كتطبيقات لتصميم وإدارة مواقع الويب، حيث أطلق الإصدار الأول منهما في 2006 إلى جانب طاقم المكتب ميكروسوفت أوفيس 2007.

## الإصدارات
1995 ميكروسوفت فرونت بيج 1.1
1996 ميكروسوفت فرونت بيج 97 (الإصدار 2)
1996 ميكروسوفت فرونت بيج لنظام ماكنتوش 1.1
1997 ميكروسوفت فرونت بيج إكسبرس 2.0 (إصدار مجاني محدود الإمكانيات كان يأتي مع إنترنت إكسبلورر 4 و5)
1997 ميكروسوفت فرونت بيج 98 (الإصدار 3)
1999 ميكروسوفت فرونت بيج 2000 (الإصدار 9) كان جزء من بعض إصدارات ميكروسوفت أوفيس 2000.
2001 ميكروسوفت فرونت بيج 2002 (الإصدار 10) كان جزء من بعض إصدارات ميكروسوفت أوفيس إكس بي.
2002 ميكروسوفت أوفيس فرونت بيج 2003 (الإصدار 11) لم يكن ضمن أي من نسخ طاقم المكتب ميكروسوفت أوفيس 2003، وإنما كان يباع منفصلا.
ملاحظة : لم يكن هناك إصدارات تحمل الأرقام من 4 إلى 8 حيث أنه منذ أن أصبح فرونت بيج جزء من طاقم المكتب أصبحت إصداراته تحمل نفس أرقام إصدارات طاقم ميكروسوفت أوفيس.

## وصلات خارجية
- Enhancements to Microsoft Office FrontPage 2003 at شبكة مطوري مايكروسوفت